# واقعی لاکانی
مفهوم واقعی (انگلیسی: The Real) در فلسفه قاره‌ای، به شکل بی‌واسطه‌اش به واقعیت اشاره می‌کند. در روان‌کاوی لاکانی، به‌دلیل غیرقابل تصور بودن و مخالفت با بیان، مقوله‌ای «غیرممکن» است.